# Наумов, Михаил Иванович
Михаил Иванович Нау́мов (3 октября 1908, д. Большая Соснова — 8 февраля 1974, Киев) — руководитель партизанского соединения на Украине во время Великой Отечественной войны, генерал-майор, Герой Советского Союза (1943).

## Биография
Родился 3 октября 1908 года в селе Большая Соснова ныне Большесосновского района Пермского края в семье крестьян.
С 18 лет трудился на шахте городе Кизел слесарем-трубопроводчиком.
В 1928 году вступил в ряды ВКП(б). Проявил себя умелым партийным организатором.
В 1929 году становится секретарём Майкорского райкома ВЛКСМ Верхне-Камского округа; переведён в село Большая Соснова заместителем председателя райпотребсоюза.
В 1930 году призван на действительную службу в войска ОГПУ. Начал службу в 23-м полку в городе Шостка Сумской области младшим командиром и секретарём парторганизации дивизиона.
В 1932—1933 годах — обучение в военно-химической школе войск ОГПУ в городе Гомеле.
В 1933—1934 годах — начальник химической службы 21-го полка войск ОГПУ и секретарь парторганизации штаба полка (город Тула). Затем служба в Тульской области.
В 1935—1937 годах — слушатель Высшей пограншколы в Москве.
С 1937 года — командир роты 4-го мотострелкового полка НКВД в Киеве.
С 1939 года по июль 1941 года — на офицерских должностях в городе Могилёв-Подольский Винницкой области, в городе Леско Львовской области, в 93-м погранотряде, в городе Львов — помощник начальника учебной части окружной школы младшего начсостава пограничных войск НКВД УССР. Затем — город Черновцы, город Сколе Дрогобычской области.
Великая Отечественная война
Великая Отечественная война застала капитана Наумова в 94-м пограничном отряде в городе Сколе Дрогобычской области. В июле 1941 года в боях за переправу через Днестр в городе Галиче он был контужен, с частью отряда отрезан от своего подразделения, пробирался на восток.
Согласно донесению о безвозвратных потерях организационно-строевого отдела 3-го отделения ГУВВ НКВД от 21.12.1942 года, начальник 2-го отдела 94-го пограничного отряда капитан Наумов пропал без вести.
На самом деле Михаилу Наумову вместе с Николаем Баранниковым в конце 1941 начале 1942 года с помощью связного партизан Артема Гусакова  удалось связаться с сумскими партизанами и перейти к активным действиям против оккупантов, вначале в качестве рядового бойца Червоного (Эсманского) партизанского отряда, затем командиром боевой группы.
В начале 1942 года он был избран начальником штаба объединения партизанских отрядов зоны Хинельских лесов. Одновременно командовал своим отрядом.
С октября 1942 года по январь 1943 года Украинским штабом партизанского движения назначен начальником штаба партизанских отрядов Сумской области.
В январе 1943 года возглавил соединение партизанских отрядов Эсманского, Червоного, Конотопского, Ямпольского, Недригайловского, Харьковского имени Котовского, Кировоградского имени Хрущёва.
В феврале — апреле 1943 года партизанское кавалерийское соединение провело Степной рейд по тылам противника по территории Курской, Сумской, Полтавской, Кировоградской, Одесской, Винницкой, Житомирской, Киевской областей, окончив его в Пинской области БССР, совершив марш протяжённостью 2 379 км за 65 дней.
За эту военную операцию представлен к награждению званием Героя Советского Союза. Указом Президиума Верховного Совета СССР «О присвоении звания Героя Советского Союза партизанам, особо отличившимся в партизанской борьбе против немецко-фашистских захватчиков» от 7 марта 1943 года «за отвагу и геройство, проявленные в партизанской борьбе в тылу против немецко-фашистских захватчиков» удостоен звания Героя Советского Союза с вручением ордена Ленина и медали «Золотая Звезда».
За успешное проведение Степного рейда 9 апреля 1943 года ему было присвоено воинское звание генерал-майор. Он стал одним из самых молодых генералов в армии, а случай присвоения генеральского звания капитану относится к уникальным.
Помимо прочих операций, за годы войны он возглавлял три масштабных рейда, в том числе с июня по декабрь 1943 года рейд по Пинской (БССР), Киевской и Житомирской областям, пройдя с боями 3 471 км по тылам врага. Его соединение форсировало 23 реки, перешло 12 железнодорожных и 41 шоссейную магистраль, заняло 12 райцентров, городков, местечек, провело 180 боев с противником, разгромило 47 его гарнизонов и постов.
15 сентября 1943 года, накануне боя за село Потиевка, из охранных войск вермахта на сторону партизан перешла с оружием в руках рота армянских легионеров численностью свыше 240 человек, на основе которой сформировал партизанский отряд им. А. И. Микояна.
В начале января 1944 года был награжден орденом Богдана Хмельницкого I степени.
С января по март 1944 года — Хрущёвский, Западный рейд по Ровенской, Волынской, Дрогобычской, Львовской, Тернопольской областям и территории Люблинского воеводства Польши, пройдя с боями 2 241 км, проведя 72 боевые и диверсионные операции и подорвав 21 эшелон противника. Известный немецкий историк Вальтер Гёрлиц назвал рейд партизан М. И. Наумова «чудесным примером ведения оперативной партизанской войны».
Только в Западном рейде в составе восьми постоянных партизанских отрядов соединения сражалось около 2 000 человек. Указом Президиума Верховного Совета УССР от 30 марта 1944 года соединению за образцовое выполнение боевых задач было вручено Почётное Красное Знамя Президиума Верховного Совета УССР, Совнаркома УССР и ЦК КП(б)У.
Против соединения Наумова были брошены крупные силы охранных войск противника; партизаны подвергались постоянным нападениям отрядов УПА, им не оказывало поддержку местное украинское население. Ослабленные потерями в личном составе и обременённые большим количеством раненых, партизанские отряды 22 марта 1944 года соединились с частями Красной армии.
Зарекомендовал себя требовательным командиром, он ценил в своих подчинённых такие черты, как храбрость, способность к риску, личную преданность ему; не терпел возражений, эмоционально воспринимал критику в свой адрес. В одном из донесений о партизанских командирах Украины эксперты германского зондерштаба «Р» (Россия) отмечали, что Наумов «среди бандитов пользуется большой популярностью и славится изобретательностью тактических бандитских приёмов», «весьма опасен тем, что может создать внезапную угрозу штабам, главным образом военным и правительственным чинам (лицам)».
В 1944—1945 годах окончил Высшие академические курсы при Высшей военной академии имени К. Е. Ворошилова в Москве, по окончании был назначен заместителем командира 26-й гвардейской стрелковой дивизии 11-й армии в городе Тильзит Восточной Пруссии (ныне — город Советск Калининградской области).
После войны
С 1946 года — начальник Управления МВД Украины по Черновицкой области.
В 1947 году избран депутатом Верховного Совета УССР по Кельменецкому избирательному округу Черновицкой области.
В 1951—1953 годах — заместитель начальника УМВД города Ленинграда и Ленинградской области.
С 1953 года — исполняющий обязанности министра внутренних дел Украинской ССР, с марта — начальник управления внутренних войск МВД Украинской ССР.
В 1960 году уволился в запас. Жил в Киеве. Избирался депутатом Верховного Совета УССР IV и V созывов, делегатом XVI и XXI съездов Компартии Украины. Был членом Союза писателей.

## Смерть

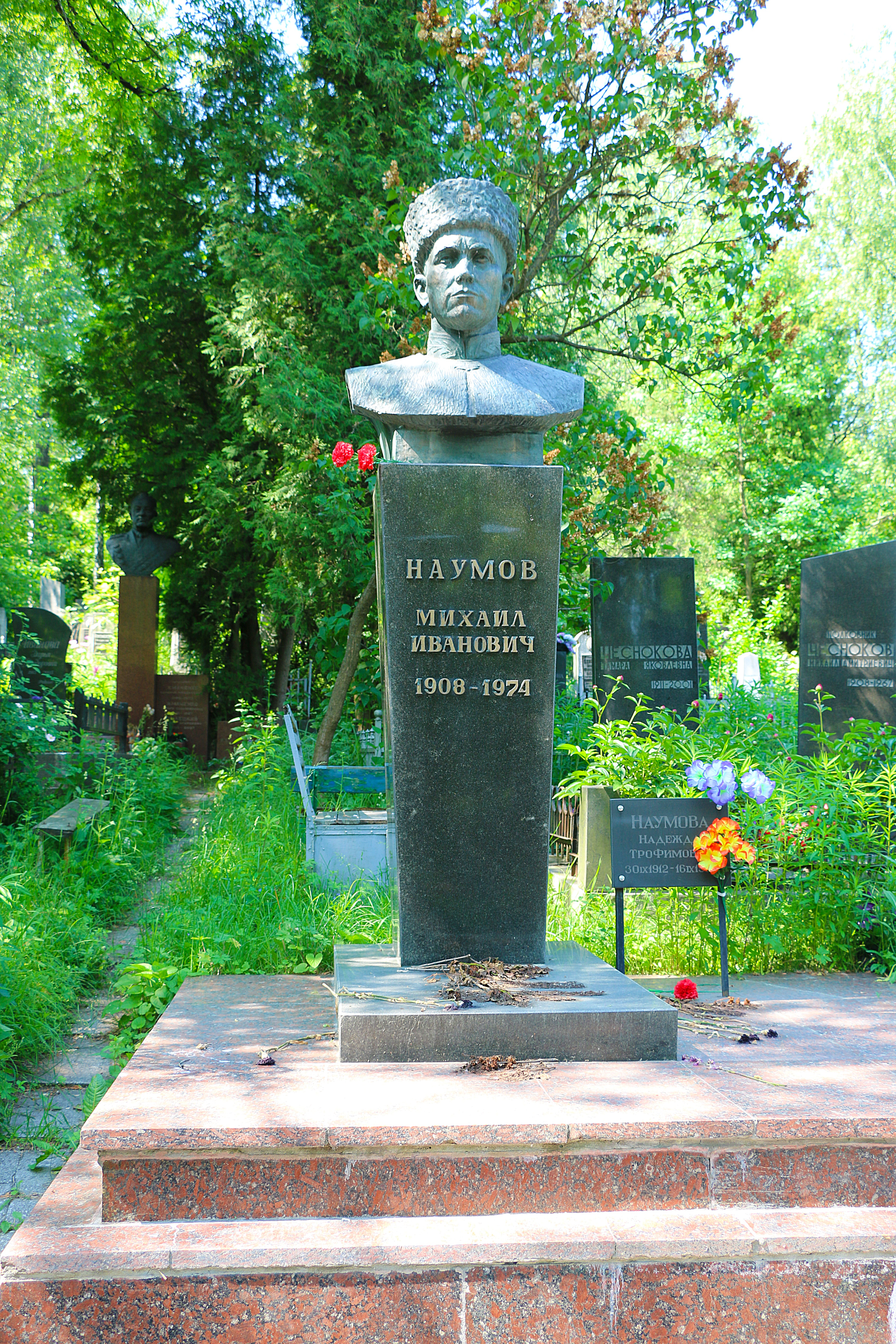
Могила М. И. Наумова

Умер 8 февраля 1974 года. Похоронен на Байковом кладбище в Киеве.

## Награды
- Герой Советского Союза (7 марта 1943) медаль «Золотая Звезда» (№ 924);
- орден Ленина (7 марта 1943);
- два ордена Красного Знамени;
- орден Богдана Хмельницкого 1-й степени;
- орден Отечественной войны 1-й степени;
- два ордена Красной Звезды;
- медаль «За отвагу»;
- медаль «За боевые заслуги»;
- медаль «В ознаменование 100-летия со дня рождения Владимира Ильича Ленина»;
- медаль «Партизану Отечественной войны» 1-й степени;
- медаль «За отличную службу по охране общественного порядка»;
- медаль «За победу над Германией в Великой Отечественной войне 1941—1945 гг.»;
- медаль «Двадцать лет победы в Великой Отечественной войне 1941—1945 гг.»;
- медаль «30 лет Советской Армии и Флота»;
- медаль «40 лет Вооружённых Сил СССР»;
- медаль «50 лет Вооружённых Сил СССР»;
- медаль «50 лет советской милиции».

Иностранные награды:
- орден Знамени ВНР 1-й степени (ВНР);
- орден Крест Грюнвальда II степени (ПНР);
- медаль ордена Словацкого национального восстания (ЧССР).

## Память
Именем М. И. Наумова названы улицы в Перми и Киеве, пгт. Ставище Киевской области, сторожевой катер Тихоокеанского флота, улица и школа в селе Большая Соснова Пермского края.

## Сочинения
- Дневник М. И. Наумова. / Партизанская война на Украине. Дневники командиров партизанских отрядов и соединений. 1941-1944 — Москва: ЗАО Издательство Центрполиграф, 2010.
- Хинельские походы. — Л.: Лениздат, 1953.
- Степной рейд. — Киев: Дніпро, 1961.
- Западный рейд. — Киев, 1969.
- Через пропасть. —  Ереван: Айастан, 1975.
- Рейды генерала Наумова. Отчёты. Февраль 1943 — апрель 1944: сб. док. / сост.: Г. М. Наумова, А. В. Бибик. — Киев, 2019. (Электронная версия). — 284 с. Первопубликация — URL: http://militera.lib.ru/docs/1/all/com/n52304/ .